# یواس‌اس ساوثرلند (دی‌دی-۷۴۳)
یواس‌اس ساوثرلند (دی‌دی-۷۴۳) (به انگلیسی: USS Southerland (DD-743)) یک کشتی بود که طول آن ۳۹۰ فوت ۶ اینچ (۱۱۹٫۰۲ متر) بود. این کشتی در سال ۱۹۴۴ ساخته شد.